# Mikrobiální kultura

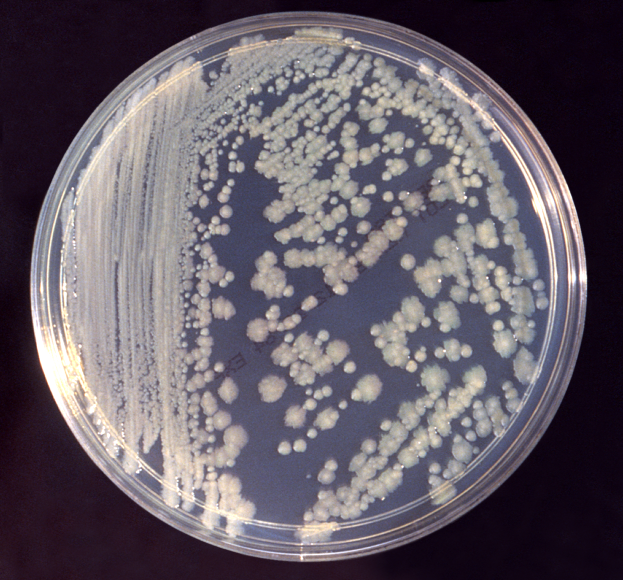
růst kolonií bakterie Enterobacter cloacae na agarovém živném médiu

Mikrobiální kultura nebo řidčeji mikrobiotická kultura je metoda násobení mikrobiálních organismů v připraveném živném roztoku (médiu) za kontrolovaných laboratorních podmínek.
Mikrobiální kultury se užívá pro účely identifikace daného organismu a/nebo pro testování. Je to jedna z primárních metod mikrobiologie, která se užívá pro zjištění příčin infekčních nemocí (infekční agent se v médiu početně znásobí). Pojem kultura se užívá neformálně pro selektivně rostoucí tkáně/organismy. Molekulární biologie využívá izolace čistých kultur nebo přípravy specifických kultur s přídavkem (např. antibiotika) nebo absencí (např. pyrotika) specifické látky.
Ke gelaci mikrobiálních kultur nebo jako základní médium se užívá nejčastěji agar a guma guar. Mikrobiální kultura roste na Petriho miskách v inkubátoru za zvolené teploty a složení vzduchu (poměru O2/CO2/N2). Jinou metodou je pěstování kultury v kapalném médiu.

## Kultivace
Kultivací se v mikrobiologii rozumí cílené udržování či rozmnožování mikroorganismů v podmínkách in vitro. Bakterie se kultivují nejčastěji na růstových médiích, viry zase v buněčných kulturách nebo v embryích. Ke kultivaci jsou nutné určité specifické faktory nezbytné pro růst mikroorganismů nebo udržení buněčné kultury. Hlavním faktory je teplota, tenze oxidu uhličitého.